# 炭黑院
炭黑工业研究设计院，簡稱炭黑院（英語：Carbon Black Research & Design Institute），在1964年由當時化工部設立，前身為「化工部抚顺炭黑工艺研究设计所」，以及「中橡集團炭黑工业研究设计院」。
現時由中國化工橡膠總公司（中國化工集團公司旗下）全資擁有。
現時業務在中國內地科研、设计、开发、生产为一体的炭黑企业。總部位於四川省自贡市汇东汇兴路568号，院長為范汝新。

## 連結
- CCBI.com （页面存档备份，存于）